# Serge Biechlin
Serge Biechlin est un ingénieur chimiste et chef d'entreprise français né le 23 janvier 1945 à Buncey (Côte-d'Or) et mort le 13 mars 2025 au Bois-Plage-en-Ré.

## Biographie
Serge Biechlin naît le 23 janvier 1945 à Buncey en Côte-d'Or.
En 1974, il obtient une thèse de docteur-ingénieur à l'université de Poitiers.
Il est principalement connu pour être le directeur de l'usine AZF de Toulouse lors de son explosion le 21 septembre 2001, explosion dont il est accusé et pour laquelle plusieurs procès ont lieu jusqu'en 2019. Il est l'unique prévenu de l'affaire, aux côtés de la personne morale société Grande Paroisse. Après avoir dirigé AZF pendant environ trois ans au moment de l'explosion du hangar 221, il a l'interdiction d'exercer des fonctions de chef d'entreprise à partir de 2002.
Lors du troisième procès de 2017, il est condamné en appel à 15 mois de prison avec sursis et à 10 000 € d’amende, sanction confirmée en cassation en 2019.
Serge Biechlin meurt le 13 mars 2025, à 80 ans.

## Publications
- Serge Biechlin, Essai d'utilisation de l'oxygène comme accepteur d'hydrogène en déshydrogénation catalytique (thèse), 1974 (OCLC 490065504)[notice 2].

### Notices bibliographiques
1. ↑  « Biechlin, Serge » (notice bibliographique), sur IdRef (consulté le 21 juin 2025).
2. ↑  « Essai d'utilisation de l'oxygène comme accepteur d'hydrogène en déshydrogénation catalytique », sur WorldCat (consulté le 21 juin 2025).

### Autres références
1. ↑  « Biechlin Serge Joseph Louis », sur matchID (consulté le 2 août 2025).
2. 1 2  Cyrille Louis, « Serge Biechlin, l'homme seul du procès AZF », sur Le Figaro, Toulouse, 25 février 2009 (consulté le 21 juin 2025).
3. 1 2  « Près de 25 ans après l'explosion d'AZF à Toulouse, Serge Biechlin, l'ancien directeur de l'usine, est mort », sur France Bleu, 18 mars 2025 (consulté le 21 juin 2025).